# 吉林科技职业技术学院
吉林科技职业技术学院，是位于吉林省长春市的一所全日制民办普通高等职业技术学校

## 历史沿革
- 创办于1998年。
- 2000年11月创办博文培训中心，挂靠吉林大学。
- 2007年，更名为吉林省博文职业技术学院。后又连续更名为长春理工大学成教学院博文分院、长春市博文中等职业技术学校。
- 2008年8月8日迁至长吉公路新校址。
- 2008年，东北师范大学远程与继续教育学院。长春工业大学成人教学院博文分院。
- 2010年6月25日，更名为吉林科技职业技术学院。

## 学校领导
| 姓名     | 职务       |
| -------- | ---------- |
|          | 党委书记   |
| （暂空） | 院长       |
|          | 党委副书记 |
| 纪委书记 |            |
|          | 副院长     |
|          | 副院长     |
|          | 副院长     |